# Skipwith
Skipwith är en ort och civil parish i Storbritannien.   Den ligger i grevskapet North Yorkshire och riksdelen England, i den centrala delen av landet, 260 km norr om huvudstaden London. Skipwith ligger 10 meter över havet och antalet invånare är 266.
Terrängen runt Skipwith är mycket platt. Runt Skipwith är det ganska tätbefolkat, med 134 invånare per kvadratkilometer. Närmaste större samhälle är York, 14,5 km norr om Skipwith. Trakten runt Skipwith består till största delen av jordbruksmark.